# Прутаче
Прутаче су насељено мјесто у Босни и Херцеговини у Брчко дистрикту. Насеље је основано 09. априла 2014. године на основу Закона о називима насељених мјеста на подручју Брчко Дистрикта Босне и Херцеговине, од делова насеља Ћосета и Горњи Рахић.